# Тимбер-Пайнс (Флорида)
Тимбер-Пайнс (англ. Timber Pines) — статистически обособленная местность, расположенная в округе Эрнандо (штат Флорида, США) с населением в 5840 человек по статистическим данным переписи 2000 года.

## География
По данным Бюро переписи населения США статистически обособленная местность Тимбер-Пайнс имеет общую площадь в 6,22 квадратных километров, водных ресурсов в черте населённого пункта не имеется.
Статистически обособленная местность Тимбер-Пайнс расположена на высоте 4 м над уровнем моря.

## Демография
По данным переписи населения 2000 года в Тимбер-Пайнс проживало 5840 человек, 2408 семей, насчитывалось 3229 домашних хозяйств и 3551 жилой дом. Средняя плотность населения составляла около 938,91 человек на один квадратный километр. Расовый состав населённого пункта распределился следующим образом: 98,94 % белых, 0,38 % — чёрных или афроамериканцев, 0,05 % — коренных американцев, 0,27 % — азиатов, 0,27 % — представителей смешанных рас, 0,09 % — других народностей. Испаноговорящие составили 0,63 % от всех жителей статистически обособленной местности.
Из 3229 домашних хозяйств в 0,9 % воспитывали детей в возрасте до 18 лет, 72,7 % представляли собой совместно проживающие супружеские пары, в 1,4 % семей женщины проживали без мужей, 25,4 % не имели семей. 23,3 % от общего числа семей на момент переписи жили самостоятельно, при этом 21,2 % составили одинокие пожилые люди в возрасте 65 лет и старше. Средний размер домашнего хозяйства составил 1,81 человек, а средний размер семьи — 2,05 человек.
Население статистически обособленной местности по возрастному диапазону по данным переписи 2000 года распределилось следующим образом: 1,0 % — жители младше 18 лет, 0,5 % — между 18 и 24 годами, 1,5 % — от 25 до 44 лет, 18,5 % — от 45 до 64 лет и 78,4 % — в возрасте 65 лет и старше. Средний возраст жителей составил 72 года. На каждые 100 женщин в Тимбер-Пайнс приходилось 84,8 мужчин, при этом на каждые сто женщин 18 лет и старше приходилось 84,3 мужчин также старше 18 лет.
Средний доход на одно домашнее хозяйство статистически обособленной местности составил 43 666 долларов США, а средний доход на одну семью — 50 526 долларов. При этом мужчины имели средний доход в 20 278 долларов США в год против 50 078 долларов среднегодового дохода у женщин. Доход на душу населения статистически обособленной местности составил 43 666 долларов в год. 1,5 % от всего числа семей в населённом пункте и 2,6 % от всей численности населения находилось на момент переписи населения за чертой бедности, при этом 100,0 % из них были моложе 18 лет и 1,4 % — в возрасте 65 лет и старше.